# Ruderal
Ruderal (do latim: ruderis; "entulho") é a designação dada em ecologia às comunidades vegetais que se desenvolvem em ambientes fortemente perturbados pela acção humana, como seja cascalheiras, depósitos de entulho, aterros, bermas de caminhos e espaços similares. Por extensão, designam-se por "plantas ruderais", ou por "vegetação ruderal", as espécies e as comunidades vegetais típicas desses ambientes.
Muitas plantas ruderais aparecem nas listas de espécies daninhas devido ao fato de apresentarem crescimento vegetativo rápido, produção rápida de sementes e/ou propágulos com diversificados mecanismos de dormência, sendo altamente prolíficas e, portanto, priorizam a reprodução e a formação de banco de propágulos (sementes), além disso como são favorecidas em ambientes perturbados, propagam-se em campos agrícolas.
As espécies que ocorrem nessas comunidades podem incluir nativas e exóticas. Um estudo realizado em uma área de pastagem abandonada às margens da Represa de Itupararanga, Votorantim (São Paulo, Brasil) encontrou 25 espécies, as quais foram identificadas e separadas em dois grupos: as tóxicas (5 espécies) e as não tóxicas para o gado e/ou o ser humano. Dentre as não-tóxicas, várias delas são reportadas como de uso medicinal pela população local. Em outro estudo realizado na cidade de Cuiabá (Mato Grosso, Brasil) foram identificadas 109 espécies de  81 gêneros. distribuídos por 35 famílias botânicas, indicando uma elevada diversidade. A família Poaceae apresentou o maior número de espécies (14), seguida de Asteraceae (13), Fabaceae (11), Euphorbiaceae (10) e outras com menor número. Dentre as espécies levantadas, menciona-se uso medicinal para 48 delas. A comunidade de plantas ruderais da cidade de Curitiba (Paraná, Brasil) inclui 141 espécies, em 34 famílias botânicas e as famílias com maior número de espécies também foram Asteraceae (28) e Poaceae (15). Um Unaí (Minas Gerais, Brasil), observou-se  21 espécies pertencentes a 10 famílias botânicas, com maior número em  Convolvulaceae (5 espécies) e Fabaceae (4 espécies).
Na comparação entre os levantamentos, verificou-se que poucas espécies simultaneamente ocorrem nos diferentes locais, como por exemplo Asclepias curassavica L. (Asclepiadaceae) e Solidago chilensis Meyen (Asteraceae) ocorrem no levantamento em Votorantim e Curitiba; Acanthospermum australe (Loefl.) Kuntze e Bidens pilosa L. (Asteraceae) e Ipomea purpurea Lam. (Convolvulaceae) foram citadas em Curitiba e Cuiabá; Sida rhombifolia L. (Malvaceae) foi observada nos quatro locais.
Conclui-se que o clima, a flora original e outros fatores intervém na diversidade e similaridade das comunidades ruderais. Na comparação da flora ruderal da cidade de João Pessoa (Paraíba, Brasil), observou-se maior similaridade com as foras ruderais do Sul e Sudeste do Brasil e menor similaridade com as floras da região Norte.
Dentre as plantas ruderais não tóxicas, diversas tem potencial alimentício, que tem sido estimulado a partir do estudo das plantas alimentícias não convencionais (PANCs). Um estudo menciona oito espécies, destacando os aspectos nutricionais e receitas para o preparo. Destaca-se ainda que tais plantas podem ser relevantes para a sustentabilidade dos sistemas de produção de base ecológica, com citação para as seguintes espécies: o caruru (Amaranthus sp. Amaranthaceae), a beldroega (Portulaca oleracea  Portulacaceae) e a serralha (Sonchus oleraceus Asteraceae).
Conclui-se que as plantas ruderais merecem mais atenção de estudos com diferentes abordagens.